# Sébastien Chavanel

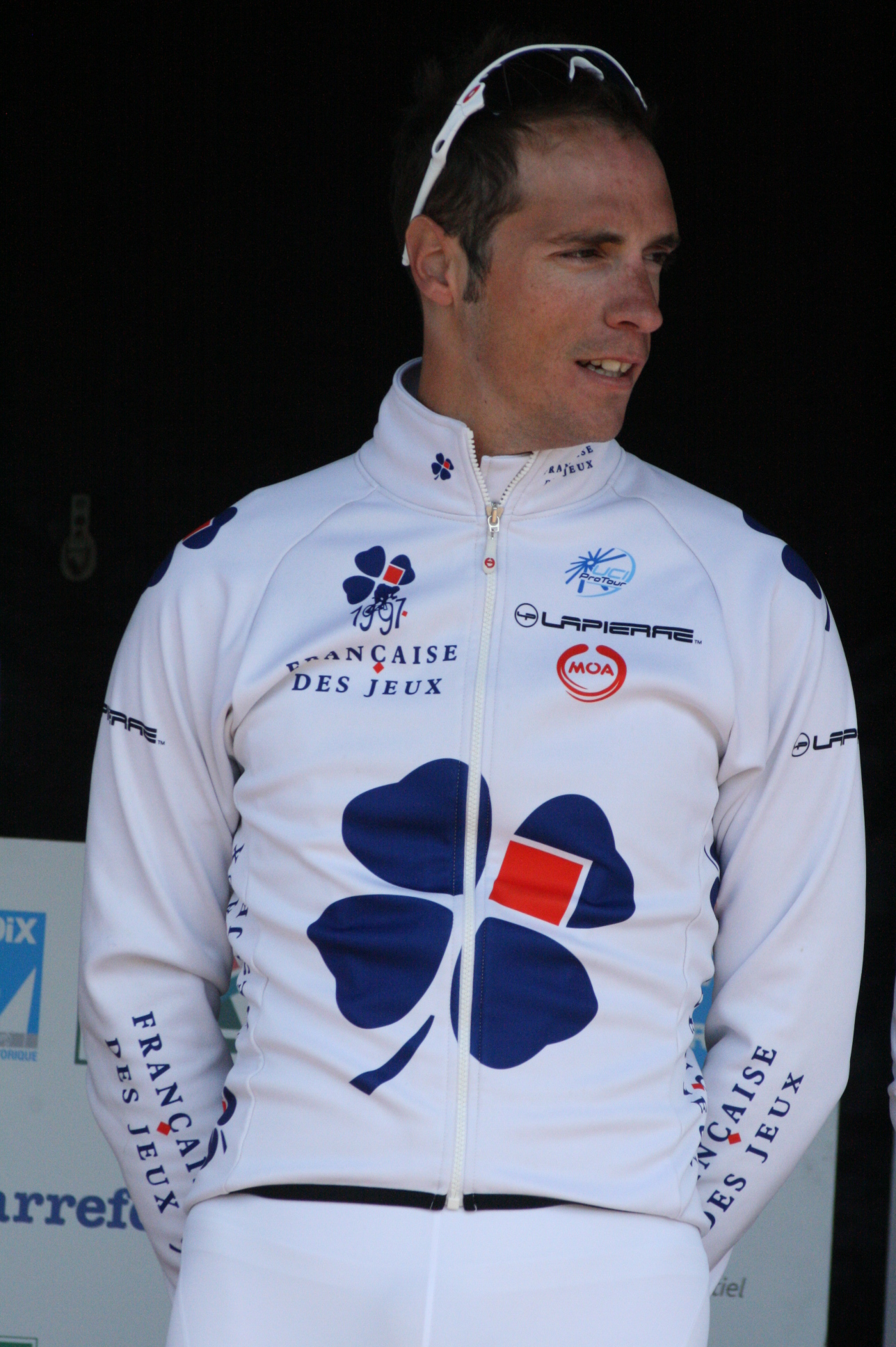
Sébastien Chavanel

Sébastien Chavanel, född 21 mars 1981 i Châtellerault, är en fransk professionell tävlingscyklist. Sébastien Chavanel tävlar för det franska UCI ProTour-stallet Française des Jeux och är framförallt en bra spurtare. 
Han blev professionell 2003 med Brioches La Boulangère. Som amatör tävlade Sébastien Chavanel för Vendée U, som Jean-René Bernaudeau ledde. Det var när Vendée U integrerades med cykelstallet Bonjour som Brioches La Boulangère skapades. Bernaudeau blev samtidigt manager för Brioches La Boulangère, senare Bouygues Télécom, för vilka Chavanel tävlade mellan 2003 och 2006.
Hans största meriter är GP de Denain 2007 och de fem etapperna som Chavanel vunnit under Tour de l'Avenir 2003 och 2004. Chavanel har också vunnit etapper på Étoile de Bessèges, Tour de Picardie, Tour de Poitou-Charentes et de la Vienne, GP Costa Azul och Tour de la Région Wallonne.
Under säsongen 2008 vann Sébastien Chavanel Tour de Picardie. Han vann också den fjärde etappen.
Sébastien Chavanel slutade tvåa på etapp 1 av Étoile de Bessèges efter landsmannen Jimmy Casper i februari 2009. En månad senare slutade han trea på Nokere Koerse bakom Graeme Brown och Ben Swift. I maj slutade han tvåa på etapp 1 av Dunkirks fyrdagars bakom Kenny Van Hummel, några dagar därpå slutade han trea på etapp 6. Chavanel slutade på tredje plats på etapp 2 av Tour du Limousin bakom Samuel Dumoulin och Romain Feillu. På etapp 6 av Vuelta a España 2009 slutade Sébastien Chavanel på sjunde plats bakom Borut Bozic, Tyler Farrar, Daniele Bennati, Davide Viganò, Tom Boonen och Leonardo Fabio Duque.

## Privatliv
Sébastien är yngre bror till tävlingscyklisten Sylvain Chavanel.

## Främsta meriter
2003
1:a, etapp 2 och 3, Tour de l'Avenir
2004
1:a, etapp 2, 4 och 5, poängtävlingen, Tour de l'Avenir
1:a, etapp 5 Tour de Wallonie
2005
1:a, etapp 3 GP Internacional Paredes Rota dos Móveis
2007
1:a, Grand Prix de Denain
1:a, etapp 5, poängtävlingen, Étoile de Bessèges
1:a, etapp 3, Tour de Picardie
1:a, etapp 3, Tour de Poitou-Charentes et de la Vienne
1:a, Franska cykelcupen
2:a, Tro Bro Leon
3:a, Grand Prix d'Isbergues
4:a, Kuurne-Bryssel-Kuurne
2008
1:a, Tour de Picardie
1:a, etapp 4, Tour de Picardie
2:a, Grand Prix de la Ville de Rennes
2009
2:a, etapp 1, Étoile de Bessèges
2:a, etapp 1, Dunkirks fyradagars
3:a, Nokere Koerse
3:a, etapp 6, Dunkirks fyradagars
3:a, etapp 2, Tour du Limousin

## Stall
- 2003-2004 Brioches La Boulangère
- 2005-2006 Bouygues Télécom
- 2007- Française des Jeux